# Türkiye 2. Futbol Ligi 1999/2000
Die Türkiye 2. Futbol Ligi 1999/2000 war die 37. Spielzeit der zweithöchsten türkischen Spielklasse im professionellen Männer-Fußball. Sie wurde am 15. August 1999 mit dem 1. Spieltag der Qualifikationsrunde begonnen und am 21. Mai 2000 mit dem 18. Spieltag der Abstiegsrunde abgeschlossen.
In der Saison 1999/2000 wurde die zweithöchste Spielklasse wie in der Vorsaison in drei Etappen ausgetragen. In der 1. Etappe wurde die Liga in eine Qualifikationsrunde (türkisch Kademe Grupları) in fünf Gruppen mit jeweils zehn Mannschaften mit Hin- und Rückspielen gespielt. Nach dem Ende der 1. Etappe wurden die ersten zwei Mannschaften aus allen Gruppen in eine gemeinsame Gruppe, der Aufstiegsrunde (türkisch Yükselme Grubu), aufgenommen, und spielten hier um den Aufstieg in die 1. Lig. Die restlichen Teams in den fünf Gruppen der Qualifikationsrunde spielten in unveränderter Gruppenkonstellation nun in einer Abstiegsrunde (türkisch Düşme Grupları) gegen den Abstieg in die 3. Lig. Sowohl die Aufstiegsrunde als auch die Abstiegsrunde stellten dabei die 2. Etappe dar und wurden mit Hin- und Rückspiel gespielt.
Die Mannschaften auf den ersten zwei Plätzen der Aufstiegsrunde stiegen direkt in die 1. Lig auf und die letzten zwei Mannschaften aller Gruppen der Abstiegsrunde stiegen in die 3. Lig ab. Während die Punkte aus der Qualifikationsrunde nicht in die Aufstiegsrunde mitgenommen wurden, wurden sie in der Abstiegsrunde unverändert mitgezählt. Die 3. Etappe wurde in Form einer Play-off-Runde durchgeführt. Die Mannschaften auf den Plätzen drei bis fünf der Aufstiegsrunde und alle Gruppenersten aller Abstiegsgruppen sollten im K.-o.-System den dritten und letzten Aufsteiger ausspielen.
Die 1. Etappe begann mit dem Saisonstart zum 15. August 1999 und endete zur Winterpause zum 29. Dezember 1999. Die nachfolgende 2. Etappe startete dann zum 22. Januar 2000 und endete am 21. Mai 2000. Die 3. und letzte Etappe, in denen die Play-offs gespielt wurden, wurde vom 26. Mai 2000 bis zum 31. Mai 2000 gespielt.
Zu Saisonbeginn waren zu den von der vorherigen Saison verbleibenden 38 Mannschaften die zwei Absteiger aus der 1. Lig Sakaryaspor, Çanakkale Dardanelspor, KDÇ Karabükspor und die zehn Aufsteiger aus der damals drittklassigen 3. Lig Siirt Köy Hizmetleri SK, Sivasspor, Malatya Belediyespor, Kırıkkale Belediyespor, Ankara Asaşspor, Nazillispor, Darıca Gençlerbirliği, Gaziosmanpaşaspor, Düzcespor und Konya SÜ Endüstri SK hinzugekommen.
Die Saison beendete Yimpaş Yozgatspor als Meister und schaffte damit den direkten Aufstieg in die höchste türkische Spielklasse. Den Tabellenplatz zwei belegte Siirt Jetpaspor und stieg ebenfalls direkt in die 1. Lig auf. Somit nahm Denizlispor nach dreijähriger Abstinenz wieder am Wettbewerb der 1. Lig teil. Über den Play-off-Sieg erzielte Çaykur Rizespor die Teilnahme an der 1. Lig und schaffte damit nach 17 Jahren die Teilnahme an der 1. Lig. Im Play-off-Finale setzte sich der Verein mit einem 2:0-Sieg gegen Diyarbakırspor durch. Als Absteiger standen zum Saisonende Zeytinburnuspor aus der Gruppe 1, Kuşadasıspor, Marmarisspor aus der Gruppe 2, Pendikspor, Kasımpaşa Istanbul aus der Gruppe 3, Giresunspor, Orduspor aus der Gruppe 4 und Adıyamanspor, Malatya Belediyespor aus der Gruppe 5 fest.
Gaziantepspor Sanko Spor Kulübü, kurz Sankospor, änderte seinen Namen in Gaziantep Büyükşehir Belediyespor, kurz Gaziantepspor BB. Darüber hinaus änderte der Verein Konyaspor Kulübü, kurz Konyaspor, seinen Namen in Kombassan Konyaspor Kulübü, kurz Kombassan Konyaspor, um.
Am 17. August 1999 ereignete sich in der Türkei das Erdbeben von Gölcük. Das Erdbeben hatte neben einer großen Todesopferanzahl auch zur Folge, dass in den betroffenen Provinzen nahezu die gesamte Infrastruktur beschädigt wurde. Durch diese Umstände konnten die Mannschaften Sakaryaspor, Düzcespor und Darıca Gençlerbirliği, die aus den betroffenen Provinzen kamen, nicht weiter am Spielgeschehen der 2. Lig teilnehmen. Der türkische Fußballverband befreite diese drei Vereine vom weiteren Spielgeschehen und wertete alle restlichen Spiele mit einer 0:3-Niederlage. Die Klubs wurden aber für die kommende Saison in der 2. Lig behalten, sodass statt der üblichen zehn Absteiger diese Saison acht Mannschaften abstiegen.
Torschützenkönige der Liga wurde mit 32 Toren Mustafa Kocabey von Yimpaş Yozgatspor.

## Qualifikationsrunde

### Gruppe 1
| Pl. | Verein              | Sp. | S  | U | N  | Tore    | Diff. | Punkte |
| --- | ------------------- | --- | -- | - | -- | ------- | ----- | ------ |
| 1.  | Sarıyer SK          | 18  | 11 | 6 | 1  | 040:120 | +28   | 39     |
| 2.  | Kombassan Konyaspor | 18  | 12 | 3 | 3  | 034:100 | +24   | 39     |
| 3.  | Gaziantep BB        | 18  | 7  | 9 | 2  | 029:150 | +14   | 30     |
| 4.  | Istanbul BB         | 18  | 8  | 6 | 4  | 025:180 | +7    | 30     |
| 5.  | Hatayspor           | 18  | 6  | 8 | 4  | 026:180 | +8    | 26     |
| 6.  | Zeytinburnuspor     | 18  | 7  | 5 | 6  | 024:190 | +5    | 26     |
| 7.  | Mersin İdman Yurdu  | 18  | 6  | 7 | 5  | 020:160 | +4    | 25     |
| 8.  | Bakırköyspor        | 18  | 5  | 7 | 6  | 023:220 | +1    | 22     |
| 9.  | Sakaryaspor (A) *   | 18  | 1  | 1 | 16 | 004:490 | −45   | 04     |
| 10. | Düzcespor (N) *     | 18  | 1  | 0 | 17 | 003:490 | −46   | 03     |

| (A) | Absteiger aus der 1. Lig 1998/99                     |
| (N) | Neuaufsteiger aus der Türkiye 3. Futbol Ligi 1998/99 |

| Gruppe 1            | Sarıyer SK | Kombassan Konyaspor | Gaziantep BB | Istanbul BB | Hatayspor | Zeytinburnuspor | Mersin İdman Yurdu | Bakırköyspor | Sakaryaspor | Düzcespor |
| ------------------- | ---------- | ------------------- | ------------ | ----------- | --------- | --------------- | ------------------ | ------------ | ----------- | --------- |
| Sarıyer SK          |            | 1:0                 | 1:0          | 2:0         | 2:2       | 1:1             | 3:0                | 5:1          | 3:0*        | 3:0*      |
| Kombassan Konyaspor | 3:2        |                     | 2:1          | 0:0         | 3:0       | 3:0             | 2:0                | 2:0          | 3:0*        | 3:0*      |
| Gaziantep BB        | 1:1        | 2:2                 |              | 2:2         | 0:0       | 4:2             | 1:1                | 1:1          | 3:0*        | 3:0*      |
| Istanbul BB         | 1:1        | 0:2                 | 1:1          |             | 0:2       | 2:1             | 2:1                | 1:1          | 3:0*        | 3:0*      |
| Hatayspor           | 2:2        | 2:0                 | 1:2          | 1:1         |           | 0:2             | 1:2                | 0:0          | 1:1         | 3:0*      |
| Zeytinburnuspor     | 0:3        | 0:0                 | 0:1          | 4:1         | 1:3       |                 | 0:0                | 3:1          | 3:0*        | 3:0*      |
| Mersin İdman Yurdu  | 1:1        | 1:0                 | 1:1          | 0:1         | 0:0       | 0:0             |                    | 1:4          | 3:0*        | 3:0*      |
| Bakırköyspor        | 0:3        | 1:3                 | 0:0          | 0:1         | 2:2       | 0:0             | 0:0                |              | 3:0*        | 3:0*      |
| Sakaryaspor         | 0:3*       | 0:3*                | 0:3*         | 0:3*        | 0:3*      | 0:3*            | 0:3*               | 0:3*         |             | 3:0*      |
| Düzcespor           | 0:3*       | 0:3*                | 0:3*         | 0:3*        | 0:3*      | 0:1             | 0:3*               | 0:3*         | 3:0*        |           |

- * Am 17. August 1999 ereignete sich in der Türkei das Erdbeben von Gölcük. Das Erdbeben hatte neben einer großen Todesopferanzahl auch zur Folge, dass in den betroffenen Provinzen nahezu die gesamte Infrastruktur beschädigt wurde. Durch diese Umstände konnten die Mannschaften Sakaryaspor, Düzcespor und Darıca Gençlerbirliği, die aus den betroffenen Provinzen kamen, nicht weiter am Spielgeschehen der 2. Lig teilnehmen. Der türkische Fußballverband befreite diese drei Vereine vom weiteren Spielgeschehen und wertete alle restlichen Spiele mit einer 0:3-Niederlage. Die Klubs wurden aber für die kommende Saison in der 2. Lig behalten, sodass statt der üblichen zehn Absteiger diese Saison acht Mannschaften abstiegen.

### Gruppe 2
| Pl. | Verein                     | Sp. | S  | U | N  | Tore    | Diff. | Punkte |
| --- | -------------------------- | --- | -- | - | -- | ------- | ----- | ------ |
| 1.  | Çanakkale Dardanelspor (A) | 18  | 12 | 2 | 4  | 038:160 | +22   | 38     |
| 2.  | İzmirspor                  | 18  | 12 | 2 | 4  | 041:330 | +8    | 38     |
| 3.  | Aydınspor                  | 18  | 12 | 1 | 5  | 041:200 | +21   | 37     |
| 4.  | Karşıyaka SK               | 18  | 11 | 2 | 5  | 034:180 | +16   | 35     |
| 5.  | Bucaspor                   | 18  | 10 | 2 | 6  | 033:200 | +13   | 32     |
| 6.  | Yeni Nazillispor (N)       | 18  | 5  | 6 | 7  | 022:290 | −7    | 21     |
| 7.  | Eskişehirspor              | 18  | 4  | 4 | 10 | 015:270 | −12   | 16     |
| 8.  | Yeni Salihlispor           | 18  | 4  | 4 | 10 | 024:370 | −13   | 16     |
| 9.  | Marmarisspor               | 18  | 4  | 2 | 12 | 024:380 | −14   | 14     |
| 10. | Kuşadasıspor               | 18  | 3  | 1 | 14 | 014:480 | −34   | 10     |

| (A) | Absteiger aus der 1. Lig 1998/99                     |
| (N) | Neuaufsteiger aus der Türkiye 3. Futbol Ligi 1998/99 |

| Gruppe 2               | Çanakkale Dardanelspor | İzmirspor | Aydınspor | Karşıyaka SK | Bucaspor | Yeni Nazillispor | Eskişehirspor | Yeni Salihlispor | Marmarisspor | Kuşadasıspor |
| ---------------------- | ---------------------- | --------- | --------- | ------------ | -------- | ---------------- | ------------- | ---------------- | ------------ | ------------ |
| Çanakkale Dardanelspor |                        | 4:1       | 0:1       | 1:0          | 2:0      | 1:0              | 2:0           | 3:1              | 2:0          | 8:1          |
| İzmirspor              | 2:2                    |           | 1:3       | 0:2          | 4:3      | 5:3              | 1:0           | 3:1              | 4:1          | 1:0          |
| Aydınspor              | 0:2                    | 1:3       |           | 4:0          | 0:1      | 3:1              | 3:0           | 1:0              | 2:0          | 5:1          |
| Karşıyaka SK           | 3:2                    | 0:2       | 2:1       |              | 0:1      | 3:0              | 0:1           | 4:2              | 3:1          | 5:0          |
| Bucaspor               | 2:0                    | 2:3       | 3:2       | 1:1          |          | 1:2              | 4:0           | 5:1              | 4:1          | 2:0          |
| Yeni Nazillispor       | 1:0                    | 2:2       | 0:3       | 0:0          | 0:1      |                  | 2:1           | 0:0              | 1:1          | 1:2          |
| Eskişehirspor          | 1:1                    | 1:3       | 2:2       | 0:1          | 1:0      | 1:2              |               | 2:0              | 0:2          | 3:1          |
| Yeni Salihlispor       | 2:4                    | 0:1       | 1:3       | 2:3          | 1:1      | 2:2              | 2:2           |                  | 4:2          | 2:0          |
| Marmarisspor           | 1:3                    | 6:0       | 2:5       | 0:3          | 0:1      | 1:3              | 0:0           | 1:2              |              | 4:1          |
| Kuşadasıspor           | 0:1                    | 2:5       | 1:2       | 0:4          | 2:1      | 2:2              | 1:0           | 0:1              | 0:1          |              |

### Gruppe 3
| Pl. | Verein                      | Sp. | S  | U | N  | Tore    | Diff. | Punkte |
| --- | --------------------------- | --- | -- | - | -- | ------- | ----- | ------ |
| 1.  | Konya SÜ Endüstri SK (N)    | 18  | 14 | 1 | 3  | 037:110 | +26   | 43     |
| 2.  | Kayserispor                 | 18  | 10 | 5 | 3  | 038:170 | +21   | 35     |
| 3.  | Gaziosmanpaşaspor (N)       | 18  | 10 | 2 | 6  | 028:230 | +5    | 32     |
| 4.  | Boluspor                    | 18  | 8  | 5 | 5  | 027:190 | +8    | 29     |
| 5.  | Çorluspor                   | 18  | 7  | 6 | 5  | 029:270 | +2    | 27     |
| 6.  | Pendikspor                  | 18  | 8  | 2 | 8  | 026:220 | +4    | 26     |
| 7.  | Kartalspor                  | 18  | 6  | 6 | 6  | 024:200 | +4    | 24     |
| 8.  | BB Ankaraspor               | 18  | 7  | 2 | 9  | 017:230 | −6    | 23     |
| 9.  | Kasımpaşa Istanbul          | 18  | 4  | 2 | 12 | 017:300 | −13   | 14     |
| 10. | Darıca Gençlerbirliği (N) * | 18  | 0  | 1 | 17 | 002:530 | −51   | 01     |

| (N) | Neuaufsteiger aus der Türkiye 3. Futbol Ligi 1998/99 |

| Gruppe 3              | Konya SÜ Endüstri SK |      | Gaziosmanpaşaspor | Boluspor | Çorluspor | Pendikspor | Kartalspor | Ankara BB | Kasımpaşa Istanbul | Darıca Gençlerbirliği |
| --------------------- | -------------------- | ---- | ----------------- | -------- | --------- | ---------- | ---------- | --------- | ------------------ | --------------------- |
| Konya SÜ Endüstri SK  |                      | 1:0  | 4:1               | 1:0      | 5:0       | 2:0        | 1:0        | 2:0       | 2:0                | 3:0*                  |
| Kayserispor           | 2:0                  |      | 1:0               | 2:2      | 3:3       | 4:1        | 1:2        | 3:0       | 7:2                | 3:0*                  |
| Gaziosmanpaşaspor     | 2:1                  | 1:0  |                   | 1:0      | 3:2       | 1:1        | 1:3        | 5:1       | 2:0                | 3:0*                  |
| Boluspor              | 0:3                  | 1:1  | 0:0               |          | 4:1       | 3:1        | 2:0        | 2:1       | 2:1                | 3:0*                  |
| Çorluspor             | 4:3                  | 0:1  | 2:0               | 1:1      |           | 2:0        | 0:0        | 2:0       | 3:0                | 3:0*                  |
| Pendikspor            | 0:1                  | 0:2  | 5:0               | 2:1      | 3:1       |            | 3:1        | 1:0       | 0:0                | 3:0*                  |
| Kartalspor            | 2:2                  | 3:3  | 0:1               | 1:1      | 1:1       | 2:1        |            | 0:0       | 3:1                | 3:0*                  |
| Ankara BB             | 0:2                  | 0:0  | 2:1               | 1:2      | 1:2       | 1:0        | 1:0        |           | 1:0                | 3:0*                  |
| Kasımpaşa Istanbul    | 0:1                  | 1:2  | 1:3               | 2:0      | 0:0       | 1:2        | 1:0        | 1:2       |                    | 3:0*                  |
| Darıca Gençlerbirliği | 0:3*                 | 0:3* | 0:3*              | 0:3*     | 2:2       | 0:3*       | 0:3*       | 0:3*      | 0:3*               |                       |

- * Am 17. August 1999 ereignete sich in der Türkei das Erdbeben von Gölcük. Das Erdbeben hatte neben einer großen Todesopferanzahl auch zur Folge, dass in den betroffenen Provinzen nahezu die gesamte Infrastruktur beschädigt wurde. Durch diese Umstände konnten die Mannschaften Sakaryaspor, Düzcespor und Darıca Gençlerbirliği, die aus den betroffenen Provinzen kamen, nicht weiter am Spielgeschehen der 2. Lig teilnehmen. Der türkische Fußballverband befreite diese drei Vereine vom weiteren Spielgeschehen und wertete alle restlichen Spiele mit einer 0:3-Niederlage. Die Klubs wurden aber für die kommende Saison in der 2. Lig behalten, sodass statt der üblichen zehn Absteiger diese Saison acht Mannschaften abstiegen.

### Gruppe 4
| Pl. | Verein                | Sp. | S  | U | N  | Tore    | Diff. | Punkte |
| --- | --------------------- | --- | -- | - | -- | ------- | ----- | ------ |
| 1.  | Çaykur Rizespor       | 18  | 12 | 2 | 4  | 036:150 | +21   | 38     |
| 2.  | Yimpaş Yozgatspor     | 18  | 11 | 5 | 2  | 030:150 | +15   | 38     |
| 3.  | KDÇ Karabükspor (A)   | 18  | 10 | 5 | 3  | 031:160 | +15   | 35     |
| 4.  | Artvin Hopaspor       | 18  | 6  | 7 | 5  | 018:170 | +1    | 25     |
| 5.  | Şekerspor             | 18  | 6  | 5 | 7  | 029:260 | +3    | 23     |
| 6.  | MKE Kırıkkalespor (N) | 18  | 4  | 7 | 7  | 019:280 | −9    | 19     |
| 7.  | Orduspor              | 18  | 5  | 3 | 10 | 013:230 | −10   | 18     |
| 8.  | Ankara ASAŞ (N)       | 18  | 4  | 5 | 9  | 026:310 | −5    | 17     |
| 9.  | Giresunspor           | 18  | 4  | 5 | 9  | 020:280 | −8    | 17     |
| 10. | Amasyaspor            | 18  | 5  | 2 | 11 | 018:410 | −23   | 17     |

| (A) | Absteiger aus der 1. Lig 1998/99                     |
| (N) | Neuaufsteiger aus der Türkiye 3. Futbol Ligi 1998/99 |

| Gruppe 4          | Çaykur Rizespor | Yimpaş Yozgatspor | KDÇ Karabükspor | Artvin Hopaspor | Şekerspor | MKE Kırıkkalespor | Orduspor | Ankara ASAŞ | Giresunspor | Amasyaspor |
| ----------------- | --------------- | ----------------- | --------------- | --------------- | --------- | ----------------- | -------- | ----------- | ----------- | ---------- |
| Çaykur Rizespor   |                 | 4:1               | 2:1             | 2:0             | 0:0       | 1:2               | 4:1      | 3:2         | 4:0         | 3:1        |
| Yimpaş Yozgatspor | 2:0             |                   | 2:2             | 1:1             | 1:0       | 2:1               | 1:0      | 0:0         | 1:1         | 4:2        |
| KDÇ Karabükspor   | 1:0             | 1:1               |                 | 1:1             | 5:2       | 4:0               | 3:0      | 2:0         | 1:0         | 3:0        |
| Artvin Hopaspor   | 0:2             | 1:2               | 3:1             |                 | 2:1       | 0:0               | 0:1      | 2:0         | 0:0         | 2:1        |
| Şekerspor         | 3:1             | 0:1               | 3:0             | 0:1             |           | 1:1               | 1:0      | 3:1         | 1:1         | 5:0        |
| MKE Kırıkkalespor | 1:1             | 0:2               | 1:1             | 2:2             | 1:1       |                   | 0:0      | 3:2         | 3:2         | 1:0        |
| Orduspor          | 0:2             | 1:0               | 0:1             | 0:1             | 1:2       | 3:1               |          | 1:1         | 0:2         | 1:0        |
| Ankara ASAŞ       | 0:2             | 1:2               | 1:2             | 1:1             | 4:3       | 1:0               | 1:1      |             | 4:2         | 1:2        |
| Giresunspor       | 0:1             | 0:1               | 0:0             | 1:1             | 4:1       | 2:0               | 2:3      | 0:4         |             | 1:2        |
| Amasyaspor        | 0:4             | 0:6               | 0:2             | 1:0             | 2:2       | 3:2               | 1:0      | 2:2         | 1:2         |            |

### Gruppe 5
| Pl. | Verein                   | Sp. | S  | U | N  | Tore    | Diff. | Punkte |
| --- | ------------------------ | --- | -- | - | -- | ------- | ----- | ------ |
| 1.  | Siirt Jetpaspor (N)      | 18  | 12 | 3 | 3  | 038:160 | +22   | 39     |
| 2.  | Diyarbakırspor           | 18  | 8  | 7 | 3  | 020:120 | +8    | 31     |
| 3.  | Batman Petrolspor        | 18  | 9  | 3 | 6  | 028:200 | +8    | 30     |
| 4.  | Ağrıspor                 | 18  | 7  | 5 | 6  | 020:200 | ±0    | 26     |
| 5.  | Elazığspor               | 18  | 6  | 8 | 4  | 016:160 | ±0    | 26     |
| 6.  | Sivasspor (N)            | 18  | 5  | 8 | 5  | 017:180 | −1    | 23     |
| 7.  | Şanlıurfaspor            | 18  | 7  | 1 | 10 | 018:200 | −2    | 22     |
| 8.  | Adıyamanspor             | 18  | 6  | 4 | 8  | 023:290 | −6    | 22     |
| 9.  | Malatyaspor              | 18  | 5  | 4 | 9  | 026:240 | +2    | 19     |
| 10. | Malatya Belediyespor (N) | 18  | 1  | 5 | 12 | 007:380 | −31   | 08     |

| (A) | Absteiger aus der 1. Lig 1998/99                     |
| (N) | Neuaufsteiger aus der Türkiye 3. Futbol Ligi 1998/99 |

| Gruppe 5             | Siirt Jetpaspor | Diyarbakırspor | Batman Petrolspor | Ağrıspor | Elazığspor | Sivasspor | Şanlıurfaspor | Adıyamanspor | Malatyaspor | Malatya Belediyespor |
| -------------------- | --------------- | -------------- | ----------------- | -------- | ---------- | --------- | ------------- | ------------ | ----------- | -------------------- |
| Siirt Jetpaspor      |                 | 2:1            | 2:0               | 1:0      | 4:0        | 0:0       | 4:0           | 6:1          | 3:0         | 5:2                  |
| Diyarbakırspor       | 2:1             |                | 2:0               | 2:0      | 0:0        | 1:1       | 1:0           | 0:0          | 3:0         | 2:0                  |
| Batman Petrolspor    | 1:3             | 0:1            |                   | 4:2      | 1:0        | 4:1       | 1:0           | 4:3          | 3:1         | 4:1                  |
| Ağrıspor             | 2:0             | 1:1            | 1:0               |          | 2:1        | 0:0       | 1:2           | 1:0          | 2:0         | 5:1                  |
| Elazığspor           | 2:2             | 1:1            | 1:1               | 0:0      |            | 1:1       | 1:0           | 1:2          | 1:1         | 1:0                  |
| Sivasspor            | 0:0             | 1:0            | 0:1               | 1:1      | 1:2        |           | 1:0           | 1:0          | 1:1         | 4:1                  |
| Şanlıurfaspor        | 0:1             | 3:0            | 0:0               | 3:0      | 0:1        | 0:1       |               | 1:0          | 1:5         | 2:0                  |
| Adıyamanspor         | 2:3             | 1:1            | 1:1               | 3:0      | 0:2        | 4:2       | 2:1           |              | 2:1         | 1:1                  |
| Malatyaspor          | 3:0             | 1:2            | 1:0               | 1:2      | 0:1        | 1:1       | 1:2           | 3:0          |             | 0:0                  |
| Malatya Belediyespor | 0:1             | 0:0            | 0:3               | 0:0      | 0:0        | 1:0       | 0:3           | 0:1          | 0:6         |                      |

## Aufstiegsrunde
| Pl. | Verein                     | Sp. | S  | U | N  | Tore    | Diff. | Punkte |
| --- | -------------------------- | --- | -- | - | -- | ------- | ----- | ------ |
| 1.  | Yimpaş Yozgatspor          | 18  | 10 | 3 | 5  | 035:210 | +14   | 33     |
| 2.  | Siirt Jetpaspor (N)        | 18  | 9  | 6 | 3  | 036:230 | +13   | 33     |
| 3.  | Çaykur Rizespor            | 18  | 10 | 2 | 6  | 027:230 | +4    | 32     |
| 4.  | Diyarbakırspor             | 18  | 9  | 3 | 6  | 027:240 | +3    | 30     |
| 5.  | Kombassan Konyaspor        | 18  | 9  | 3 | 6  | 025:220 | +3    | 30     |
| 6.  | Çanakkale Dardanelspor (A) | 18  | 8  | 4 | 6  | 031:190 | +12   | 28     |
| 7.  | Konya SÜ Endüstri SK (N)   | 18  | 3  | 8 | 7  | 015:270 | −12   | 17     |
| 8.  | Kayserispor                | 18  | 4  | 4 | 10 | 025:370 | −12   | 16     |
| 9.  | Sarıyer SK                 | 18  | 3  | 7 | 8  | 021:330 | −12   | 16     |
| 10. | İzmirspor                  | 18  | 3  | 4 | 11 | 026:390 | −13   | 13     |

| (A) | Absteiger aus der 1. Lig 1998/99                     |
| (N) | Neuaufsteiger aus der Türkiye 3. Futbol Ligi 1998/99 |

| Aufstiegsrunde         | Yimpaş Yozgatspor | Siirt Jetpaspor | Çaykur Rizespor | Diyarbakırspor | Kombassan Konyaspor | Çanakkale Dardanelspor | Konya SÜ Endüstri SK | İzmirspor | Sarıyer SK |     |
| ---------------------- | ----------------- | --------------- | --------------- | -------------- | ------------------- | ---------------------- | -------------------- | --------- | ---------- | --- |
| Yimpaş Yozgatspor      |                   | 1:0             | 3:1             | 4:1            | 0:1                 | 1:0                    | 4:0                  | 1:0       | 0:0        | 4:1 |
| Siirt Jetpaspor        | 2:2               |                 | 2:1             | 1:1            | 2:1                 | 2:2                    | 1:1                  | 2:0       | 4:2        | 5:1 |
| Çaykur Rizespor        | 2:1               | 1:2             |                 | 2:0            | 1:0                 | 1:0                    | 1:0                  | 2:1       | 3:3        | 2:1 |
| Diyarbakırspor         | 2:1               | 1:2             | 2:1             |                | 4:2                 | 2:1                    | 3:0                  | 2:1       | 1:0        | 2:1 |
| Kombassan Konyaspor    | 2:1               | 2:1             | 2:0             | 1:0            |                     | 1:0                    | 1:0                  | 1:1       | 2:0        | 4:3 |
| Çanakkale Dardanelspor | 0:0               | 1:4             | 3:0             | 1:0            | 2:1                 |                        | 2:2                  | 5:0       | 4:1        | 1:0 |
| Konya SÜ Endüstri SK   | 2:3               | 1:1             | 0:3             | 1:1            | 2:1                 | 1:1                    |                      | 0:3       | 3:1        | 0:0 |
| Kayserispor            | 1:3               | 2:2             | 1:3             | 3:2            | 2:0                 | 3:2                    | 1:1                  |           | 0:0        | 1:4 |
| Sarıyer SK             | 3:2               | 2:1             | 1:2             | 1:1            | 2:2                 | 0:2                    | 0:0                  | 3:2       |            | 2:2 |
| İzmirspor              | 3:4               | 1:2             | 1:1             | 1:2            | 1:1                 | 0:4                    | 0:1                  | 4:3       | 2:0        |     |

## Abstiegsrunde
Die Ergebnisse aus der Qualifikationsrunde wurden mit eingerechnet.

### Gruppe 1
| Pl. | Verein             | Sp. | S  | U  | N  | Tore    | Diff. | Punkte |
| --- | ------------------ | --- | -- | -- | -- | ------- | ----- | ------ |
| 1.  | Gaziantep BB       | 32  | 16 | 13 | 3  | 058:260 | +32   | 61     |
| 2.  | Istanbul BB        | 32  | 15 | 9  | 8  | 047:320 | +15   | 54     |
| 3.  | Hatayspor          | 32  | 14 | 10 | 8  | 053:340 | +19   | 52     |
| 4.  | Bakırköyspor       | 32  | 14 | 8  | 10 | 048:370 | +11   | 50     |
| 5.  | Mersin İdman Yurdu | 32  | 13 | 10 | 9  | 042:270 | +15   | 49     |
| 6.  | Zeytinburnuspor    | 32  | 14 | 6  | 12 | 050:310 | +19   | 48     |
| 7.  | Sakaryaspor (A) *  | 32  | 2  | 1  | 29 | 007:880 | −81   | 07     |
| 8.  | Düzcespor (N) *    | 32  | 2  | 0  | 30 | 006:880 | −82   | 06     |

| (A) | Absteiger aus der 1. Lig 1998/99                     |
| (N) | Neuaufsteiger aus der Türkiye 3. Futbol Ligi 1998/99 |

| Gruppe 1           | Gaziantep BB | Istanbul BB | Hatayspor | Bakırköyspor | Mersin İdman Yurdu | Zeytinburnuspor | Sakaryaspor | Düzcespor |
| ------------------ | ------------ | ----------- | --------- | ------------ | ------------------ | --------------- | ----------- | --------- |
| Gaziantep BB       |              | 2:2         | 3:2       | 3:1          | 2:2                | 1:1             | 3:0*        | 3:0*      |
| Istanbul BB        | 0:0          |             | 3:1       | 2:1          | 0:0                | 0:5             | 3:0*        | 3:0*      |
| Hatayspor          | 1:3          | 1:0         |           | 3:3          | 1:1                | 3:1             | 3:0*        | 3:0*      |
| Bakırköyspor       | 2:1          | 0:2         | 1:0       |              | 3:2                | 1:0             | 3:0*        | 3:0*      |
| Mersin İdman Yurdu | 0:1          | 1:0         | 0:1       | 2:0          |                    | 2:1             | 3:0*        | 3:0*      |
| Zeytinburnuspor    | 0:1          | 3:1         | 1:2       | 0:1          | 2:0                |                 | 3:0*        | 3:0*      |
| Sakaryaspor        | 0:3*         | 0:3*        | 0:3*      | 0:3*         | 0:3*               | 0:3*            |             | 3:0*      |
| Düzcespor          | 0:3*         | 0:3*        | 0:3*      | 0:3*         | 0:3*               | 0:3*            | 3:0*        |           |

- * Am 17. August 1999 ereignete sich in der Türkei das Erdbeben von Gölcük. Das Erdbeben hatte neben einer großen Todesopferanzahl auch zur Folge, dass in den betroffenen Provinzen nahezu die gesamte Infrastruktur beschädigt wurde. Durch diese Umstände konnten die Mannschaften Sakaryaspor, Düzcespor und Darıca Gençlerbirliği, die aus den betroffenen Provinzen kamen, nicht weiter am Spielgeschehen der 2. Lig teilnehmen. Der türkische Fußballverband befreite diese drei Vereine vom weiteren Spielgeschehen und wertete alle restlichen Spiele mit einer 0:3-Niederlage. Die Klubs wurden aber für die kommende Saison in der 2. Lig behalten, sodass statt der üblichen zehn Absteiger diese Saison neun Mannschaften abstiegen.

### Gruppe 2
| Pl. | Verein               | Sp. | S  | U  | N  | Tore    | Diff. | Punkte |
| --- | -------------------- | --- | -- | -- | -- | ------- | ----- | ------ |
| 1.  | Aydınspor            | 32  | 19 | 3  | 10 | 059:310 | +28   | 60     |
| 2.  | Karşıyaka SK         | 32  | 18 | 5  | 9  | 057:360 | +21   | 59     |
| 3.  | Bucaspor             | 32  | 12 | 10 | 10 | 053:440 | +9    | 46     |
| 4.  | Yeni Salihlispor     | 32  | 10 | 9  | 13 | 044:490 | −5    | 39     |
| 5.  | Eskişehirspor        | 32  | 11 | 5  | 16 | 035:480 | −13   | 38     |
| 6.  | Yeni Nazillispor (N) | 32  | 9  | 9  | 14 | 038:490 | −11   | 36     |
| 7.  | Kuşadasıspor         | 32  | 8  | 5  | 19 | 031:700 | −39   | 29     |
| 8.  | Marmarisspor         | 32  | 7  | 6  | 19 | 043:630 | −20   | 27     |

| (A) | Absteiger aus der 1. Lig 1998/99                     |
| (N) | Neuaufsteiger aus der Türkiye 3. Futbol Ligi 1998/99 |

| Gruppe 2         | Aydınspor | Karşıyaka SK | Bucaspor | Yeni Salihlispor | Eskişehirspor | Yeni Nazillispor | Kuşadasıspor | Marmarisspor |
| ---------------- | --------- | ------------ | -------- | ---------------- | ------------- | ---------------- | ------------ | ------------ |
| Aydınspor        |           | 1:2          | 2:0      | 1:0              | 4:1           | 2:0              | 4:0          | 1:1          |
| Karşıyaka SK     | 2:0       |              | 0:0      | 2:1              | 3:2           | 2:0              | 4:5          | 0:1          |
| Bucaspor         | 1:0       | 1:1          |          | 1:1              | 0:1           | 3:3              | 4:1          | 3:3          |
| Yeni Salihlispor | 0:1       | 2:1          | 2:2      |                  | 2:0           | 3:1              | 4:1          | 1:0          |
| Eskişehirspor    | 2:1       | 1:3          | 4:2      | 0:0              |               | 1:2              | 2:0          | 2:1          |
| Yeni Nazillispor | 2:0       | 0:2          | 3:0      | 0:0              | 0:1           |                  | 0:2          | 3:1          |
| Kuşadasıspor     | 0:0       | 0:0          | 1:1      | 1:1              | 2:0           | 1:0              |              | 2:0          |
| Marmarisspor     | 0:1       | 4:1          | 2:2      | 1:3              | 1:3           | 2:2              | 2:1          |              |

### Gruppe 3
| Pl. | Verein                      | Sp. | S  | U  | N  | Tore    | Diff. | Punkte |
| --- | --------------------------- | --- | -- | -- | -- | ------- | ----- | ------ |
| 1.  | BB Ankaraspor               | 32  | 16 | 5  | 11 | 043:340 | +9    | 53     |
| 2.  | Çorluspor                   | 32  | 14 | 10 | 8  | 046:330 | +13   | 52     |
| 3.  | Boluspor                    | 32  | 13 | 11 | 8  | 043:300 | +13   | 50     |
| 4.  | Gaziosmanpaşaspor (N)       | 32  | 15 | 5  | 12 | 045:370 | +8    | 50     |
| 5.  | Kartalspor                  | 32  | 13 | 10 | 9  | 044:320 | +12   | 49     |
| 6.  | Pendikspor                  | 32  | 14 | 7  | 11 | 046:360 | +10   | 49     |
| 7.  | Kasımpaşa Istanbul          | 32  | 7  | 5  | 20 | 033:520 | −19   | 26     |
| 8.  | Darıca Gençlerbirliği (N) * | 32  | 0  | 1  | 31 | 002:950 | −93   | 01     |

| (A) | Absteiger aus der 1. Lig 1998/99                     |
| (N) | Neuaufsteiger aus der Türkiye 3. Futbol Ligi 1998/99 |

| Gruppe 3              | Ankara BB | Çorluspor | Boluspor | Gaziosmanpaşaspor | Kartalspor | Pendikspor | Kasımpaşa Istanbul | Darıca Gençlerbirliği |
| --------------------- | --------- | --------- | -------- | ----------------- | ---------- | ---------- | ------------------ | --------------------- |
| BB Ankaraspor         |           | 0:1       | 2:0      | 2:1               | 1:1        | 0:0        | 3:1                | 3:0*                  |
| Çorluspor             | 0:2       |           | 0:0      | 2:1               | 1:1        | 2:0        | 0:0                | 3:0*                  |
| Boluspor              | 2:2       | 1:0       |          | 0:1               | 0:0        | 2:1        | 2:0                | 3:0*                  |
| Gaziosmanpaşaspor     | 0:1       | 0:0       | 0:0      |                   | 1:0        | 2:2        | 3:0                | 3:0*                  |
| Kartalspor            | 1:5       | 1:0       | 2:0      | 3:0               |            | 1:1        | 2:1                | 3:0*                  |
| Pendikspor            | 4:1       | 0:3       | 1:1      | 1:0               | 1:0        |            | 1:0                | 3:0*                  |
| Kasımpaşa Istanbul    | 0:1       | 0:2       | 2:2      | 3:2               | 1:2        | 2:2        |                    | 3:0*                  |
| Darıca Gençlerbirliği | 0:3*      | 0:3*      | 0:3*     | 0:3*              | 0:3*       | 0:3*       | 0:3*               |                       |

- * Am 17. August 1999 ereignete sich in der Türkei das Erdbeben von Gölcük. Das Erdbeben hatte neben einer großen Todesopferanzahl auch zur Folge, dass in den betroffenen Provinzen nahezu die gesamte Infrastruktur beschädigt wurde. Durch diese Umstände konnten die Mannschaften Sakaryaspor, Düzcespor und Darıca Gençlerbirliği, die aus den betroffenen Provinzen kamen, nicht weiter am Spielgeschehen der 2. Lig teilnehmen. Der türkische Fußballverband befreite diese drei Vereine vom weiteren Spielgeschehen und wertete alle restlichen Spiele mit einer 0:3-Niederlage. Die Klubs wurden aber für die kommende Saison in der 2. Lig behalten, sodass statt der üblichen zehn Absteiger diese Saison neun Mannschaften abstiegen.

### Gruppe 4
| Pl. | Verein                | Sp. | S  | U  | N  | Tore    | Diff. | Punkte |
| --- | --------------------- | --- | -- | -- | -- | ------- | ----- | ------ |
| 1.  | KDÇ Karabükspor (A)   | 32  | 15 | 7  | 10 | 049:370 | +12   | 52     |
| 2.  | MKE Kırıkkalespor (N) | 32  | 11 | 11 | 10 | 039:440 | −5    | 44     |
| 3.  | Şekerspor             | 32  | 10 | 11 | 11 | 053:430 | +10   | 41     |
| 4.  | Ankara ASAŞ (N)       | 32  | 10 | 10 | 12 | 046:410 | +5    | 40     |
| 5.  | Artvin Hopaspor       | 32  | 9  | 11 | 12 | 030:380 | −8    | 38     |
| 6.  | Amasyaspor            | 32  | 11 | 5  | 16 | 032:570 | −25   | 38     |
| 7.  | Giresunspor           | 32  | 9  | 9  | 14 | 038:440 | −6    | 36     |
| 8.  | Orduspor              | 32  | 9  | 7  | 16 | 031:500 | −19   | 34     |

| (A) | Absteiger aus der 1. Lig 1998/99                     |
| (N) | Neuaufsteiger aus der Türkiye 3. Futbol Ligi 1998/99 |

| Gruppe 4          | KDÇ Karabükspor | MKE Kırıkkalespor | Şekerspor | Ankara ASAŞ | Artvin Hopaspor | Amasyaspor | Giresunspor | Orduspor |
| ----------------- | --------------- | ----------------- | --------- | ----------- | --------------- | ---------- | ----------- | -------- |
| KDÇ Karabükspor   |                 | 0:2               | 2:1       | 1:1         | 3:1             | 1:0        | 1:1         | 4:2      |
| MKE Kırıkkalespor | 2:1             |                   | 2:2       | 1:0         | 2:0             | 2:1        | 3:1         | 1:0      |
| Şekerspor         | 1:2             | 3:0               |           | 0:2         | 1:0             | 1:2        | 3:1         | 6:0      |
| Ankara ASAŞ       | 2:1             | 1:1               | 1:1       |             | 1:0             | 5:1        | 0:1         | 3:1      |
| Artvin Hopaspor   | 1:0             | 0:0               | 2:2       | 0:3         |                 | 4:0        | 1:0         | 2:2      |
| Amasyaspor        | 2:0             | 1:1               | 1:1       | 1:0         | 3:0             |            | 0:0         | 1:0      |
| Giresunspor       | 3:1             | 3:1               | 1:1       | 0:0         | 3:0             | 0:1        |             | 3:0      |
| Orduspor          | 2:1             | 3:2               | 1:1       | 1:1         | 1:1             | 1:0        | 4:1         |          |

### Gruppe 5
| Pl. | Verein                   | Sp. | S  | U  | N  | Tore    | Diff. | Punkte |
| --- | ------------------------ | --- | -- | -- | -- | ------- | ----- | ------ |
| 1.  | Ağrıspor                 | 32  | 15 | 8  | 9  | 040:330 | +7    | 53     |
| 2.  | Elazığspor               | 32  | 14 | 10 | 8  | 036:300 | +6    | 52     |
| 3.  | Batman Petrolspor        | 32  | 15 | 6  | 11 | 045:340 | +11   | 51     |
| 4.  | Şanlıurfaspor            | 32  | 13 | 4  | 15 | 034:310 | +3    | 43     |
| 5.  | Malatyaspor              | 32  | 11 | 8  | 13 | 043:400 | +3    | 41     |
| 6.  | Sivasspor (N)            | 32  | 9  | 12 | 11 | 035:340 | +1    | 39     |
| 7.  | Adıyamanspor             | 32  | 10 | 8  | 14 | 035:440 | −9    | 38     |
| 8.  | Malatya Belediyespor (N) | 32  | 2  | 8  | 22 | 012:640 | −52   | 14     |

| (A) | Absteiger aus der 1. Lig 1998/99                     |
| (N) | Neuaufsteiger aus der Türkiye 3. Futbol Ligi 1998/99 |

| Gruppe 5             | Ağrıspor | Elazığspor | Batman Petrolspor | Şanlıurfaspor | Malatyaspor | Sivasspor | Adıyamanspor | Malatya Belediyespor |
| -------------------- | -------- | ---------- | ----------------- | ------------- | ----------- | --------- | ------------ | -------------------- |
| Ağrıspor             |          | 1:2        | 1:0               | 1:0           | 3:2         | 3:0       | 0:1          | 3:1                  |
| Elazığspor           | 2:0      |            | 3:2               | 3:1           | 3:0         | 1:1       | 2:1          | 1:0                  |
| Batman Petrolspor    | 1:2      | 1:0        |                   | 1:2           | 2:0         | 3:1       | 1:1          | 3:1                  |
| Şanlıurfaspor        | 0:1      | 3:0        | 1:1               |               | 3:0         | 1:0       | 2:0          | 0:0                  |
| Malatyaspor          | 1:1      | 2:1        | 2:0               | 1:0           |             | 1:1       | 0:0          | 2:0                  |
| Sivasspor            | 1:1      | 1:2        | 0:0               | 2:1           | 0:1         |           | 3:0          | 5:1                  |
| Adıyamanspor         | 2:3      | 1:0        | 0:1               | 1:1           | 1:1         | 1:0       |              | 3:0                  |
| Malatya Belediyespor | 0:0      | 0:0        | 0:1               | 0:1           | 1:4         | 0:3       | 1:0          |                      |

## Play-offs
Viertelfinale
| Datum                     |                | Ergebnis |                     | Spielort                |
| ------------------------- | -------------- | -------- | ------------------- | ----------------------- |
| 26. Mai 2000 um 18:00 Uhr | Aydınspor      | 5:0      | KDÇ Karabükspor     | Antalya-Atatürk-Stadion |
| 26. Mai 2000 um 20:30 Uhr | Gaziantep BB   | 2:6      | Çaykur Rizespor     | Antalya-Atatürk-Stadion |
| 27. Mai 2000 um 18:00 Uhr | BB Ankaraspor  | 1:3      | Kombassan Konyaspor | Antalya-Atatürk-Stadion |
| 27. Mai 2000 um 20:30 Uhr | Diyarbakırspor | 3:1      | Ağrıspor            | Antalya-Atatürk-Stadion |

Halbfinale
| Datum                     |                     | Ergebnis              |                 | Spielort                |
| ------------------------- | ------------------- | --------------------- | --------------- | ----------------------- |
| 29. Mai 2000 um 18:00 Uhr | Aydınspor           | 1:4                   | Çaykur Rizespor | Antalya-Atatürk-Stadion |
| 29. Mai 2000 um 20:30 Uhr | Kombassan Konyaspor | 1:1 n. V. (6:7 i. E.) | Diyarbakırspor  | Antalya-Atatürk-Stadion |

Finale
| Çaykur Rizespor                                                | Çaykur Rizespor | Diyarbakırspor | Diyarbakırspor |
| -------------------------------------------------------------- | --- | --- | -------------- |
| Çaykur Rizespor                                                | \| Play-off-Finale \| \| 31. Mai 2000 um 21:00 Uhr in Antalya (Antalya-Atatürk-Stadion) \| \| Ergebnis: 2:0 n. V. \| \| Schiedsrichter: Bülent Uzun \| \| Spielbericht \|                                                                              | \| Play-off-Finale \| \| 31. Mai 2000 um 21:00 Uhr in Antalya (Antalya-Atatürk-Stadion) \| \| Ergebnis: 2:0 n. V. \| \| Schiedsrichter: Bülent Uzun \| \| Spielbericht \|                                                                                 | Diyarbakırspor |
| Çaykur Rizespor                                                | Kılıçarslan Kopuz – Kazım Nas (114. Erdoğan Yılmaz), Emre Eren, Recep Asıl, Kürşat Duymuş – Koray Avcı, Yusuf Tokuş, Devran Ayhan – Cengiz Alp, Alpago Cumhur Akbay (60. Kadir Durum), Ümit Ozan Kazmaz (114. Musa Erhan Özer) Cheftrainer: Rasim Kara | Erdal Elgörmüş – Mustafa Özer (95. Cevat Macit), Tuncay Köseoğlu (73. Hikmet Çapanoğlu), Şenol Demir – Aykut Canik, Tunahan Akdoğan, Hüseyin Topkaya (79. Faruk Atalay), Mehmet Altıparmak – Hasan Çelik, Armağan Yapıcı, Hakikat Yıldırım Cheftrainer: ? | Diyarbakırspor |
| Çaykur Rizespor                                                | 1:0 Ümit Ozan Kazmaz (103.) 2:0 Cengiz Alp (118.) | | Diyarbakırspor |
| Çaykur Rizespor                                                | Recep Asıl (38.), Kürşat Duymuş (53.), Koray Avcı (93.) | Hasan Çelik (16.), Tuncay Köseoğlu (46.), Mehmet Altıparmak (75.), Faruk Atalay (87.), Şenol Demir (89.) | Diyarbakırspor |
| Çaykur Rizespor                                                | Aykut Canik (107.) | | Diyarbakırspor |
| Çaykur Rizespor                                                | Çaykur Rizespor ist durch diesen Sieg in die 1. Lig aufgestiegen. | | Diyarbakırspor |
| Play-off-Finale                                                | | |                |
| 31. Mai 2000 um 21:00 Uhr in Antalya (Antalya-Atatürk-Stadion) | | |                |
| Ergebnis: 2:0 n. V.                                            | | |                |
| Schiedsrichter: Bülent Uzun                                    | | |                |
| Spielbericht                                                   | | |                |

## Torschützenliste
Der Türkische Fußballverband (TFF) führte für alle fünf Gruppen der 2. Lig separate Torschützenlisten, bestimmt aber den Torschützenkönig zum Saisonende aus einer einzigen zusammengefügten Torschützenliste.
| Pl. | Nat.   | Spieler         | Verein                 | Tore |
| --- | ------ | --------------- | ---------------------- | ---- |
| 1   | Turkei | Mustafa Kocabey | Yimpaş Yozgatspor      | 32   |
| 2   | Turkei | Alp Küçükvardar | Siirt Jetpaspor        | 27   |
| 3   | Turkei | Yusuf Tokuş     | Çaykur Rizespor        | 26   |
| 4   | Turkei | Ümit İnal       | Çanakkale Dardanelspor | 20   |
| 5   | Turkei | Soner Yurdakul  | İzmirspor              | 18   |
| 6   | Turkei | Hüseyin Yenikan | Ağrıspor               | 16   |
| 6   | Turkei | Mesut Toros     | Marmarisspor           | 16   |
| 6   | Turkei | Yunus Altun     | Kayserispor            | 16   |